# Fissura anal
Fissura anal é uma lesão que ocorre na região anal, caracterizada por uma ruptura da pele desta região.
Esta lesão é decorrente de algum trauma da região anal, como a evacuação com fezes volumosas e endurecidas. A fissura apresenta como sintomas mais característicos a dor anal, principalmente às evacuações, associada a sangramento vermelho "vivo". O quadro doloroso pode persistir por alguns minutos ou até mesmo horas após a evacuação.
Dependendo do tempo que a paciente apresenta a fissura esta pode ser classificada em aguda ou crônica. A fissura anal aguda é uma lesão recente, e que em geral cicatrizará de forma espontânea e com a ajuda de cuidados clínicos. Em contrapartida, a fissura anal crônica apresenta um longo histórico, geralmente maior que dois meses, e geralmente necessitará de tratamento cirúrgico (caracterizar como cirurgia anal) para o seu tratamento, embora por vezes ainda possa ser tratada com um medicamento (pomada) à base de glicerina.
A fissura anal pode também ser apenas um sintoma de outras doenças como sejam doença de Crohn, cancro retal, leucemia, entre outras de onde se destacam algumas infecciosas ou de origem bacteriana.

## Causas
- Obstipação intestinal, em decorrência da passagem de fezes volumosas e ressecadas;
- Evacuação constante;
- Diarreia;
- Dieta com pouca fibra e rica em gordura;
- Doenças inflamatórias do intestino, como, por exemplo, retocolite ulcerativa e doença de Crohn.

## Sintomas
Os sintomas da fissura anal são as fezes cobertas de um sangue vermelho vivo e/ou o manchas de sangue no papel higiênico associados a uma intensa dor durante o ato de defecção que faz com que o paciente comece a protelar as visitas ao WC e, com isso, a agravar o problema, pois terá tendência a defecar fezes cada vez mais duras alternadas com situações de diarreia. No caso de fissura anal crônica, o paciente pode sentir incômodos a qualquer momento, como dor ao movimentar-se ou ao sentar-se e ardência no local.

## Diagnóstico
Os sintomas bases são bastante idênticos aos de outras doenças, como por exemplo, as hemorroidas. Mas, tal como nas hemorroidas, também no caso da fissura anal se torna indispensável uma visita ao médico, bem como o estudo do historial clínico para se chegar a um diagnóstico correto e desta forma evitar a auto-avaliação, que como já foi dito, pode levar ao engano, confundido a doença com outras de maior gravidade e risco.

## Tratamento
A fissura anal pode cicatrizar por si mesma, por intermédio de aplicação de uma simples pomada, ou em casos mais graves, obrigar a tratamento cirúrgico. A diferença do tratamento está no facto de ser uma fissura anal, uma fissura anal aguda ou uma fissura anal crônica.
As fissuras anais são bastante frequentes porém alguns casos, cicatrizam por si mesmas e a maior parte das pessoas nem desconfia da causa do ardor ou mal-estar a que esteve sujeito.Quando se tornam agudas, o que se sucede em 80%, 90% dos casos e o paciente sente a necessidade de procurar um médico, a primeira abordagem ao tratamento é feita com recurso a tratamentos clínicos baseados em cremes, pomadas ou supositórios e a banhos de assento.
No caso das fissuras crônicas, em cerca de 40% dos casos, já se torna necessário o recurso a tratamento cirúrgico e a procedimentos como por exemplo a esfincterectomia lateral interna.